# Еак
Еак в древногръцката митология е цар на Егина в Саронически залив. Той е прочут най-вече със своето благочестие и справедливост, с които управлява поданиците си, и затова след смъртта си е причислен към съдиите Минос и Радамант в царството на Хадес.
Еак е син на Зевс и Егина, дъщеря на речния бог Азоп.
В царството на Еак обаче настъпва страшна чума и измират всички освен той и синовете му. Зевс, чувайки молбите на сина си, превръща мравките при дънера на едно голямо дърво в хора и негови поданици (Овидий, Метаморфози ст. 520). Те са наречени мирмидонци. Освен всичко друго Еак е и баща на Еакидите.
От своята съпруга Ендеида има двама сина – Теламон и Пелей (баща на Ахил). От Псамата има син Фок.